# Тиндейл, Норман
Норман Тиндейл (12 октября 1900, Перт — 19 ноября 1993, Пало-Алто, Калифорния) — австралийский антрополог, археолог, энтомолог и этнолог. Офицер Ордена Австралии.

## Биография
Родился в Перте, Западная Австралия. Затем его семья переехала и в 1907—1915 годах жила в Токио, где отец Нормана работал в японской миссии Армии спасения. Там мальчик посещал американскую школу, а его лучшим другом стал квакер Гордон Боулс, который впоследствии также стал энтомологом. В августе 1917 года семья вернулась на родину.
С 1919 года начал работать энтомологом в Музее Южной Австралии. Он потерял зрение на один глаз в результате взрыва баллона с ацетиленом, который произошел когда Тиндейл помогал отцу проявлять плёнку. В 1921—1922 годах он начал совершать экспедиции. Изначальной целью был сбор насекомых Южной Австралии для музея, этнография присоединилась почти случайно, став затем одним из ключевых интересов учёного. Бывало, что этнографические коллекции пополнялись путем выменивания у аборигенов экспонатов на сладости и табачные изделия.
С началом Второй Мировой войны Тиндейл не смог призваться в армию из-за плохого зрения. Однако после нападения Японии на США его знание японского языка, редкое в то время среди австралийцев, способствовало тому, что он попал в конце концов в Пентагон и занимался расчетами эффекта, оказываемого бомбардировками на японских военных и гражданское население, а также решал другие задачи, в том числе, сыграл роль в помехах японской программе бомбардировок США при помощи воздушных шаров-бомб и участвовал во взломе шифров.
После 49 лет работы в Музее Южной Австралии вышел в отставку и начал преподавать в Университете Колорадо в США. Там он прожил до самой смерти, которая наступила в возрасте 93 лет в Пало-Альто, штат Калифорния.

## Съемки
В 1926 году Совет Аделаиды по антропологическим исследованиям начал фиксировать жизнь аборигенов на кинопленку и делал это в течение следующих одиннадцати лет. Тиндейл снимал эти фильмы, хотя непосредственно с камерой работал Е. О. Стокер.

## Карьера
Тиндейл нанёс различные группы австралийских аборигенов на карту страны и бросил вызов официальной в то время точке зрения, согласно которой эти люди были чистыми кочевниками, не привязанными к какой-либо территории.

### Энтомология
В сфере энтомологии изучал семейство Hepialidae. В 1920-х годах начал заниматься австралийскими Mantidae (Archimantis) и Gryllotalpidae.

## Награды
- Медаль Верко
- Медаль Джона Льюиса
- Медальон Австралийского общества естественной истории
- Орден Австралии (конфирмация произошла посмертно)

## Оценки
Выводы Тиндейла, полученные в результате изучения австралийских аборигенов, подвергались критике. Так, высказывалось мнение, что его раннее знакомство с японским языком могло исказить восприятие и транслитерацию слов из языков австралийских, в частности, нгарринджери. Также поступали жалобы на ставшую классической карту распространения племён аборигенов в Австралии и её влияние на судебные тяжбы и восприятие работ ранних исследователей (в том числе Тиндейла) как более ценных, чем выполненных более поздними, несмотря на их, местами, сомнительную аккуратность. На эти «классические» тексты своих предшественников современные антропологи смотрят иногда скептически.
Научная дискуссия о том, в какой мере аборигены раньше являлись кочевниками, а в какой — оседлыми племенами в наши дни подвергается воздействию со стороны лоббистов добывающих отраслей, которым выгодно сократить территорию аборигенов для расширения поля собственной деятельности.
Дэвид Хортон использовал карты Тиндейла для создания карт для своей Encyclopaedia of Aboriginal Australia: Aboriginal and Torres Strait Islander History, Society and Culture. Также карты были опубликованы отдельно в 1996.

## Работы

### Романы для детей
- The First Walkabout (1954) совместно с Harold Arthur Lindsay, проиллюстрирован Madeleine Boyce
- Rangatira (1959) совместно с Harold Arthur Lindsay

### Документалистика
- The Land of Byamee: Australian Wild Life in Legend and Fact (1938)
- Aboriginal Australians (1963) совместно с Harold Arthur Lindsay
- Aboriginal Tribes of Australia: Their terrain, Environmental Controls, Distribution, Limits and Proper Names (1974)